# آفرودیته
آفرودیته یا آفرودیت یا آفرودیتا (به یونانی: Αφροδίτη) در اساطیر یونانی ملقب به ایزدبانوی عشق و مظهر زیبایی، لذت، اشتیاق، تولید مثل و شور جنسی بود و در روم نیز هم‌سنگ «ونوس» و از مظاهر میل جنسی (جذب‌کنندهٔ جنسی)، جنسیت، باروری، رفاه و کامیابی بوده است و جزو دوازده ایزد المپ‌نشین محسوب می‌گردید. همچنین اسطوره آفرودیته هم به او نسبت داده شده است. نمادهای آفرودیته عبارت هستند از صدف، مورد، رز، کبوتران، گنجشک و قو. آیین آفرودیته به طور عمده اقتباس از دین کنعانی و ایزدبانو عشتروت (هم‌خانواده اینانا در زبان‌های سامی شرقی) بود. مراکز اصلی آیین آفرودیته کیثیرا، قبرس، کورینس و آتن بود و جشن اصلی او موسوم به آفرودیسیا هر ساله در اواسط تابستان برگزار می‌گردید.

## ریشه‌شناسی
هزیود آفرودیته را از کلمه aphrós (یونانی: ἀφρός) به‌ معنای «کف دریا» استنتاج کرده‌است و نام را به عنوان «برخاسته از کف» تفسیر می‌کند، اما اکثر محققان مدرن این را یک ریشه‌شناسی عامیانه ساختگی می‌دانند. اسطوره‌شناسان کلاسیک اولیه سعی کرده‌اند استدلال کنند که نام آفرودیته ریشه یونانی یا هندواروپایی دارد، اما این تلاش‌ها عمدتا کنار گذاشته شده‌است. به‌طور کلی پذیرفته شده‌است که نام آفرودیته منشا غیریونانی (احتمالا سامی) دارد، اما نمی‌توان ریشه دقیق آن را با اطمینان مشخص کرد.
محققان در اواخر قرن نوزدهم و اوایل قرن بیستم، با پذیرش ریشه‌شناسی هزیود از aphrós (کف)، قسمت دوم نام آفرودیت را به *-odítē به‌معنای «سرگردان» یا *-dítē به‌معنای «درخشان» تحلیل کرده‌اند. اخیرا، مایکل ژاندا نیز با پذیرش ریشه‌شناسی هزیود، به نفع دومی از این تفسیرها استدلال کرده و داستان «زایش از کف» را یک مضمون اسطوره نیاهندواروپایی می‌داند. به همین ترتیب، کریستوف توماس ویتزاک ترکیب هندواروپایی *abʰor- به‌معنای «بسیار» و *dʰei- به‌معنای «درخشان» را پیشنهاد می‌کند؛ همچنین با اشاره به الهه سپیده‌دم یونانی ائوس. با توجه به این ریشه‌شناسی، دانیل کولیگان نام آفرودیته را به عنوان «درخشش از مه یا کف» تعبیر کرده‌است. محققان دیگر استدلال کرده‌اند که این فرضیه‌ ریشه‌شناسی هندواروپایی بعید است، زیرا ویژگی‌های آفرودیته با ویژگی‌های ائوس و خدای ودایی اوشاس کاملا متفاوت است.
محققان مدرن که اعتقاد به منشا خاور نزدیک پرستش آفرودیته دارند، منشا سامی را برای این نام پیشنهاد کرده‌اند. برخی از محققان (مانند فریتز هومل) پیشنهاد کرده‌اند که نام آفرودیته تلفظی هلنی شده از نام عشتروت است. با این حال، سایر محققان این موضوع را رد می‌کنند و آن را از نظر زبانی غیرقابل دفاع می‌دانند. مارتین وست یک شکل کنعانی-قبرسی از نام را به‌عنوان *ʿAprodît یا *ʿAproḏît بازسازی می‌کند و با احتیاط نام دومی را به عنوان لقبی به معنای «او از دهکده‌ها» پیشنهاد می‌کند. آرن ویلسون رایت شکل فنیقی *ʾAprodīt را به عنوان لقبی برجسته به معنای «بی‌نظیر، عالی، بلندپایه» پیشنهاد می‌کند.

## منشا

### الهه عشق خاور نزدیک

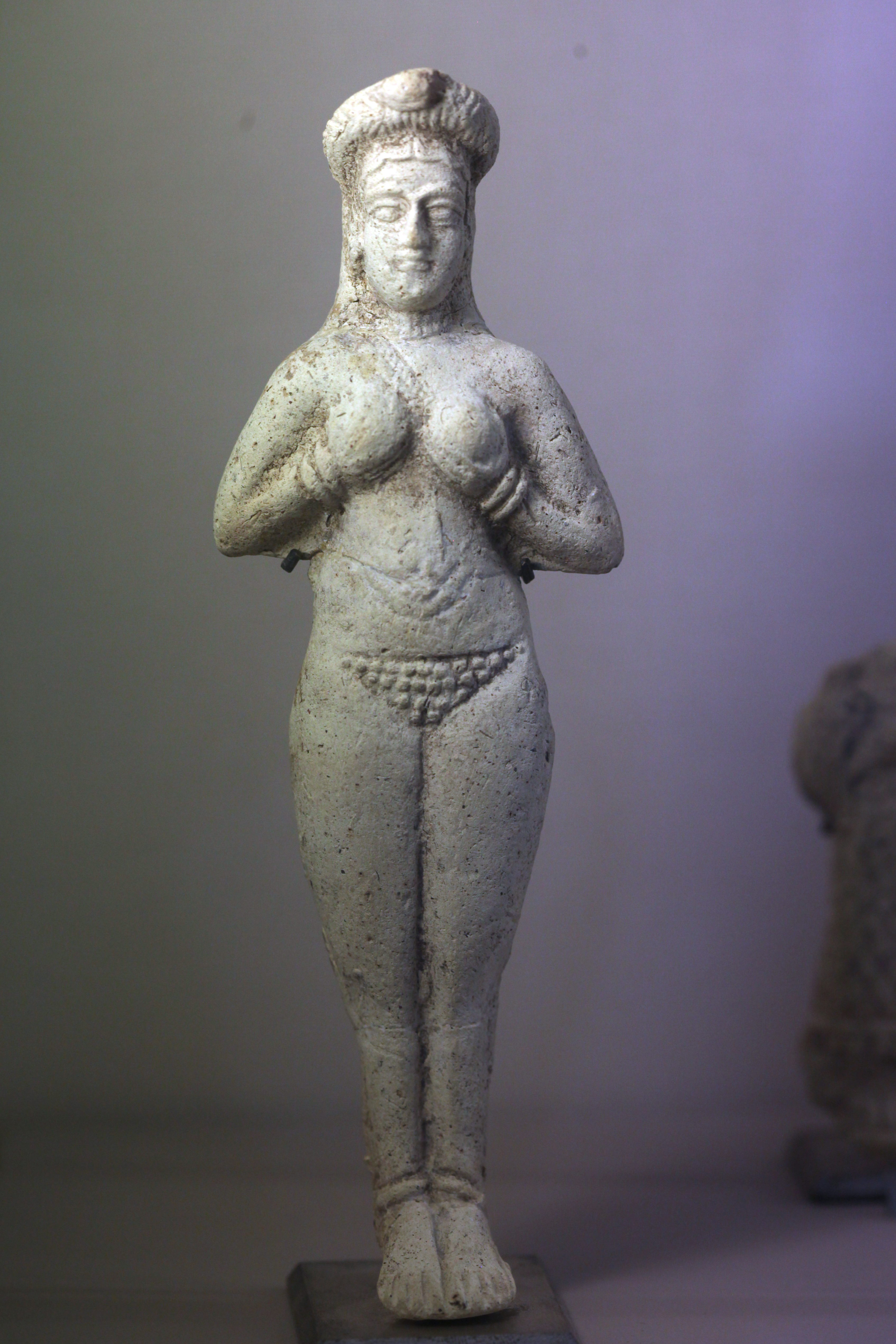
پیکرک برهنه ایشتار از شوش، اواخر هزاره دوم پیش از میلاد. او را برهنه - درحالی که که تاجی بر سر دارد و سینه هایش را با دستانش گرفته - نشان می‌دهد.

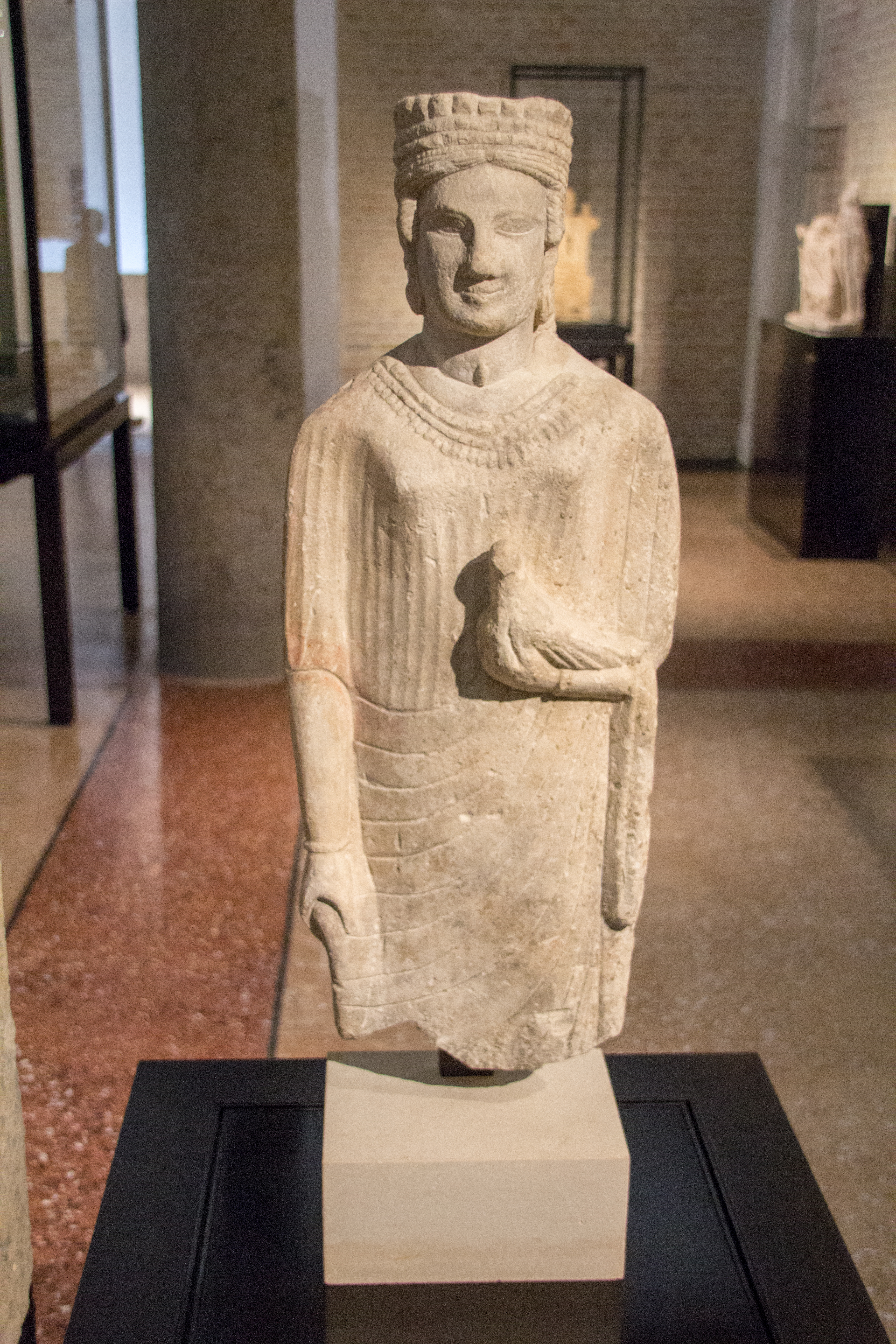
تندیس آفرودیته از قبرس، متعلق به اوایل قرن پنجم پیش از میلاد که او را با تاج استوانه‌ای و کبوتری در دست نشان می‌دهد.

فرقه آفرودیته در یونان باستان، یک آیین وارداتی از کیش عشتروت در فنیقیه بود؛ یا حداقل تحت‌تاثیر آن قرار گرفته‌بود. کیش عشتروت در فنیقیه به نوبه خود تحت‌تاثیر آیین الهه بین‌النهرینی معروف به «ایشتار» (برای مردمان سامی شرقی) و «اینانا» (برای سومریان) قرار داشت. به گفته پوسانیاس، جغرافیدان یونانی قرن دوم پس از میلاد، اولین کسانی که کیش آفرودیته را پایه‌گذاری کردند آشوری‌ها (بین‌النهرینی‌ها) بودند و پس از آن‌ها پافوسی‌های قبرس و سپس فنیقی‌ها در عسقلان؛ فنیقی‌ها نیز به نوبه خود عبادت او را به مردم کیثیرا آموختند.
آفرودیته ارتباط اینانا-ایشتار با تمایلات جنسی و تولید مثل را پذیرفت. همچنین او به‌عنوان اورانیا معروف بود که به‌معنای «آسمانی» است؛ عنوانی که مطابق با نقش اینانا به عنوان «ملکه آسمان» است. تصویرهای هنری و ادبی اولیه آفرودیته، بسیار شبیه به اینانا-ایشتار هستند. آفرودیته مانند اینانا-ایشتار یک الهه جنگ‌جو نیز بود. پوسانیاس گزارش می‌دهد که در اسپارت، آفرودیته به‌عنوان آفرودیته آریا پرستیده می‌شده که به‌معنای «آفرودیته جنگ‌جو» است. او همچنین اشاره می‌کند که قدیمی‌ترین تندیس‌های آفرودیته در اسپارت و سیترا، او را مسلح نشان می‌دهند. محققان مدرن متذکر می‌شوند که جنبه‌های الهه-جنگجو آفرودیته در قدیمی‌ترین اقشار پرستش او ظاهر می‌شود و آن را نشانه‌ای از خاستگاه خاور نزدیک او می‌دانند.
دانشمندان کلاسیک قرن نوزدهم به طور کلی از این ایده که دین یونان باستان تحت‌تاثیر فرهنگ‌های خاور نزدیک باستان است، بیزار بودند؛ اما، حتی فریدریش گوتلیب ولکر که معتقد بود تاثیر خاور نزدیک بر فرهنگ یونانی فقط به فرهنگ مادی محدود می‌شود، اعتراف کرد که آفرودیته به وضوح منشا فنیقی دارد. تاثیر قابل توجه فرهنگ خاور نزدیک بر دین یونانی اولیه، اکنون به طور گسترده به عنوان قدمت دوره شرق شناسی در قرن هشتم قبل از میلاد شناخته می‌شود؛ زمانی که یونان باستان در حاشیه امپراتوری آشوری نو قرار داشت.

### الهه سپیده دم هندواروپایی
برخی از اسطوره‌شناسان تطبیقی که با ایده «منشا خاور نزدیک» مخالف بودند، استدلال کرده‌اند که آفرودیته به‌عنوان جنبه‌ای از الهه سپیده‌دم یونانی ائوس سرچشمه گرفته‌است و این‌که که منشا او در نهایت به الهه سپیده‌دم نیاهندواروپایی *Haéusōs - متجلی در ائوس (یونانی)، آورورا (رومی‌) و اوشاس (سانسکریت) - می‌رسد. اکثر محققان مدرن اکنون منشا هندواروپایی آفرودیته را رد می‌کنند؛ اما ممکن است آفرودیته، که در اصل الهه‌ای با ریشه‌های سامی بوده، تحت‌تاثیر الهه سپیده‌دم هندواروپایی قرار گرفته باشد. آفرودیته و ائوس هر دو به زیبایی شهوانی و تمایلات جنسی تهاجمی خود معروف بودند؛ هر دو با معشوقه‌های فانی رابطه داشتند؛ هر دو الهه با رنگ‌های قرمز، سفید و طلایی مرتبط بودند. مایکل جاندا ریشه نام آفرودیته را به عنوان لقب ائوس به‌معنای «او که از کف (اقیانوس) برمی‌خیزند» و به روایت تئوگونی هزیود از تولد آفرودیته به‌عنوان بازتابی باستانی از اسطوره‌های هندواروپایی اشاره می‌کند. آفرودیته پس از این‌که کرونوس، اورانوس را شکست داد، به‌عنوان یک اسطوره از آب‌ها بیرون می‌آید، سپس مستقیما با اسطوره ریگ‌ودا در مورد شکست وریترا توسط ایندرا و آزادسازی اوشاس هم‌بستگی دارد. یکی دیگر از شباهت‌های کلیدی بین آفرودیته و الهه سپیده‌دم هندواروپایی، خویشاوندی نزدیکشان با خدای آسمان است؛ زیرا هر دو مدعی اصلی پدری او (زئوس و اورانوس) خدایان آسمان هستند.

## شکل‌ها و لقب‌ها

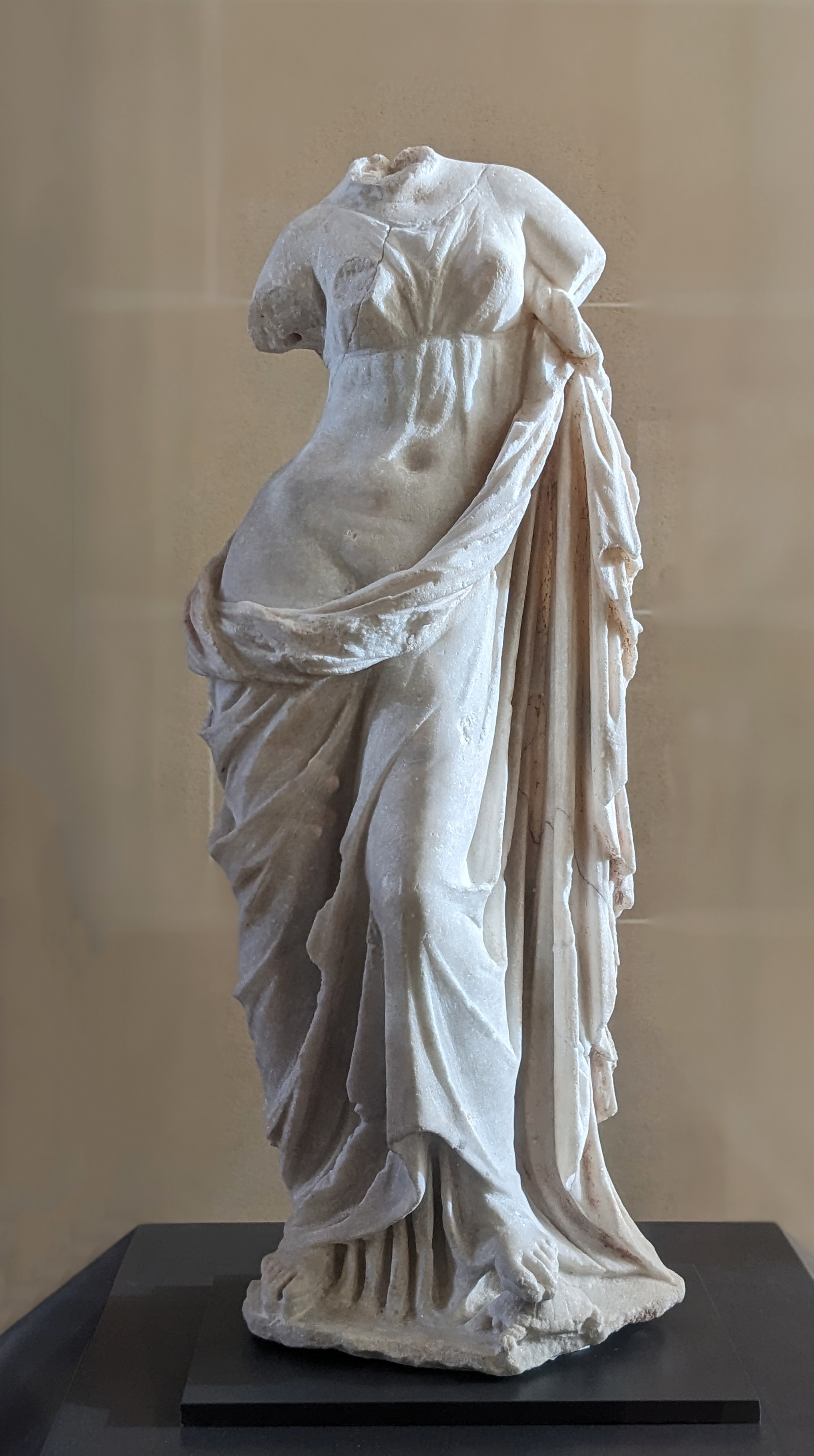
تندیس «آفرودیته اورانیا» در حالی که پایش روی لاک پشتی قرار گرفته‌است، موزه لور، فرانسه.

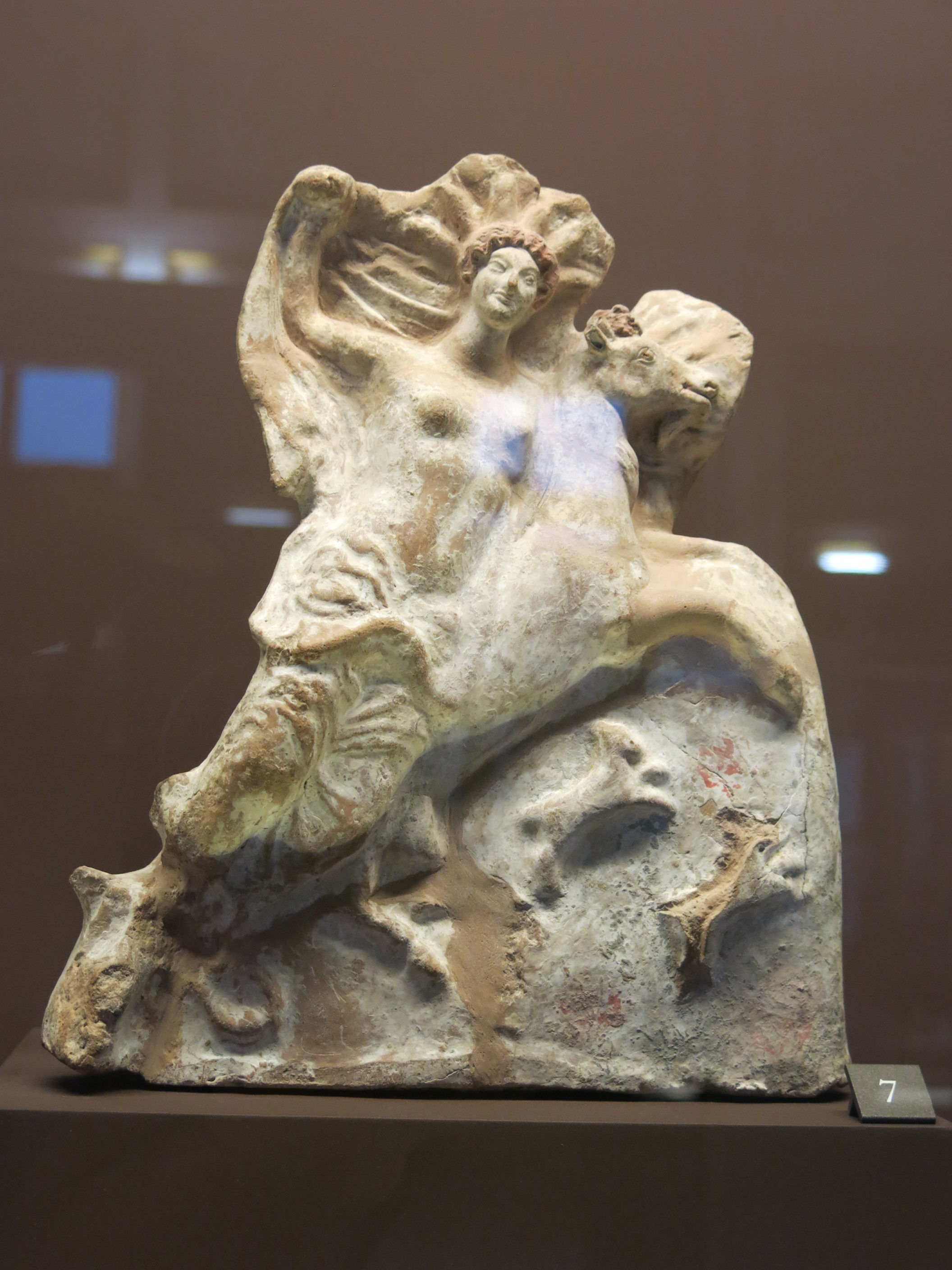
«آفرودیته پاندموس» سوار بر بز، حدود ۳۵۰ قبل از میلاد. پاوسانیاس آتنی در سمپوزیوم افلاطون، آفرودیته پاندموس را به عنوان الهه لذت‌های نفسانی، در تقابل با آفرودیته اورانیا توصیف می‌کند.

رایج‌ترین لقب مذهبی آفرودیته، اورانیا به‌معنای «آسمانی» بود؛ لقبی که هرگز در متون ادبی دیده نمی‌شود، که نشان‌دهنده اهمیت مذهبی این لقب است. لقب رایج دیگر او، پاندموس به‌معنای «برای همه مردم» بود. در نقش خود به عنوان آفرودیته پاندموس، آفرودیته با پیتو به‌معنای «ترغیب» مرتبط بود که می‌توان به او برای کمک در اغواگری دعا کرد. پاوسانیاس آتنی در سمپوزیوم افلاطون، آیین‌های فرقه‌ای مرتبط با القاب مختلف آفرودیته را به کار می‌گیرد تا ادعا کند که اورانیا و پاندموس در واقع الهه‌های جداگانه‌ای هستند. او ادعا می‌کند که آفرودیته اورانیا، آفرودیته آسمانی است که پس از اخته کردن اورانوس توسط کرونوس از کف دریا متولد شد و بزرگ‌تر از آفرودیته پاندموس است. طبق سمپوزیوم، آفرودیته اورانیا الهام‌بخش میل همجنس‌گرایی مردانه، به‌ویژه سوگند اروس، و شاهدگرایی است. در مقابل آفرودیته پاندموس جوان‌تر از آفرودیته اورانیا است؛ آفرودیته معمولی که از پیوند زئوس و دیونه متولد شده و الهام‌بخش میل دگرجنس‌گرایی و بی‌قاعدگی جنسی است. در میان نوافلاطونیان و بعدها مفسران مسیحی آن‌ها، اورانیا با عشق روحانی و پاندموس با عشق جسمانی (میل) همراه است. تصویری از اورانیا با پایی که بر لاک‌پشتی تکیه داده بود به عنوان نمادی از احتیاط در عشق زناشویی تلقی شد. این موضوع مجسمه‌ای از فیدیاس برای الیس بود که فقط توسط جغرافی‌دان پوسانیاس شناخته شده‌است.
آفرودیته تندیسی در آکروپولیس (در اسپارت باستان) به نام آمبولوگرا به‌معنای «به تعویق انداختن پیری» داشت، از آنجایی که تنها یک مورد از این لقب به‌ جا مانده‌است، ماهیت دقیق این فرقه نامشخص است. برخی از محققان حدس می زنند که آفرودیته آمبولوگرا دلیلی بر همسانی آفرودیت با گیاه ماندراک است که در گذشته تصور می‌شده که دارای قدرت افرودیزیاک است.

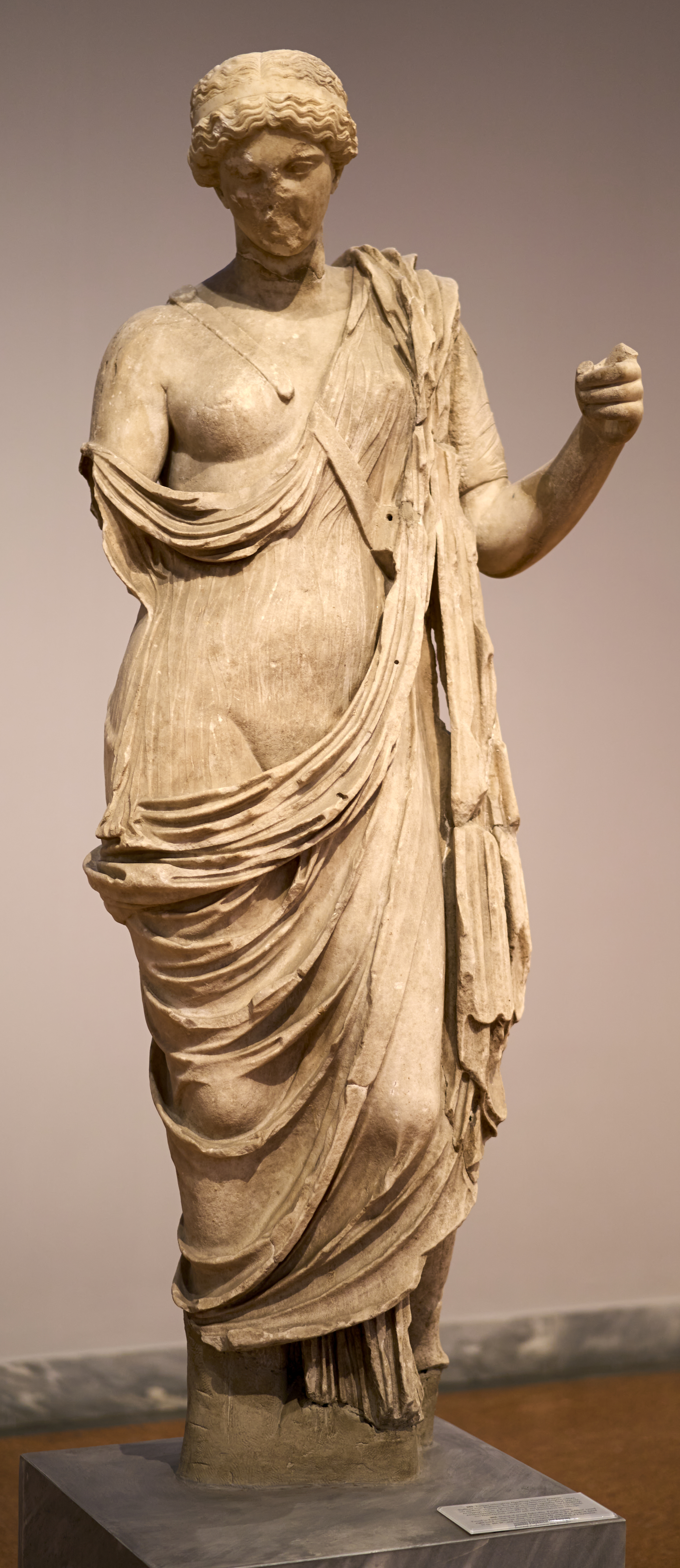
تندیس مرمری رومی قرن اول از «آفرودیته آریا»، این تندیس از یک اصل یونانی گم‌شده قرن چهارم پیش از میلاد ساخته‌شده، موزه باستان‌شناسی ملی آتن، یونان.

آفرودیته آریا به‌معنای «آفرودیته جنگ‌جو» لقب فرقه‌ای دیگر از آفرودیته بود که در آن او با زره کامل مانند خدای جنگ آرس به تصویر کشیده می‌شده. این نمایش از او در اسپارت و تارانتو یافت شده‌است. تفاسیر رزمی مشابه دیگری از او وجود داشت؛ مانند معبد او در کیثیرا، جایی که او تحت عنوان آفرودیته اورانیا و به شکل مسلح پرستش می‌شده. ارتباط آفرودیته با جنگ با نقش معروف‌تر او به عنوان الهه میل، باروری و زیبایی در تضاد است. در ایلیاد، آفرودیته ناتوان در جنگ توصیف شده که توسط دیومدس تحت هدایت آتنا از ناحیه مچ مجروح می‌شود و نقش خود را به عنوان یک الهه عشق به جای الهه جنگ توسط زئوس یادآوری می‌کند. می‌توان این جنبه از آفرودیته را از منشا او از الهه‌های قدیمی‌ خاور نزدیک مانند اینانا سومری، ایشتار سامی و عشتروت فنیقی ردیابی کرد. در قبرس، به او لقب آفرودیته انچیوس به‌معنای «آفرودیته نیزه‌دار» را اطلاق می‌کردند و گفته شده‌است که این فرقه از قبرس به اسپارت آورده شده.
نسخه مردانه آفرودیته معروف به «آفرودیتوس» در شهر آماتوس در قبرس پرستیده می‌شده. آفرودیتوس با شکل و لباس زنانه به تصویر کشیده می‌شد، اما ریش داشت، و درحالی که لباس خود را بلند می‌کرد، فالوس راست‌شده خود را نشان می‌داد. اعتقاد بر این بود که این ژست یک نماد بلاگردان است و تصور می‌شده که خوشبختی را به بیننده منتقل می‌کند. با این حال، محبوبیت آفرودیتوس به مرور زمان کاهش یافت زیرا نسخه اصلی و کاملا زنانه آفرودیت محبوب‌تر شد، اما آثاری از فرقه او در افسانه‌های بعدی هرمافرودیته حفظ شد.

## اسطوره‌شناسی

### زایش

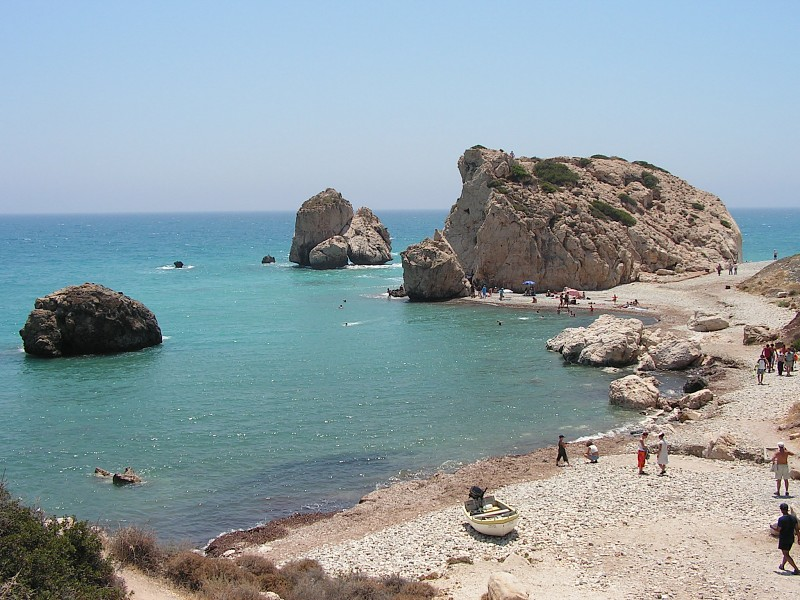
پترا تو رومیو (صخره یونانی)، زادگاه افسانه‌ای آفرودیته در پافوس، قبرس.

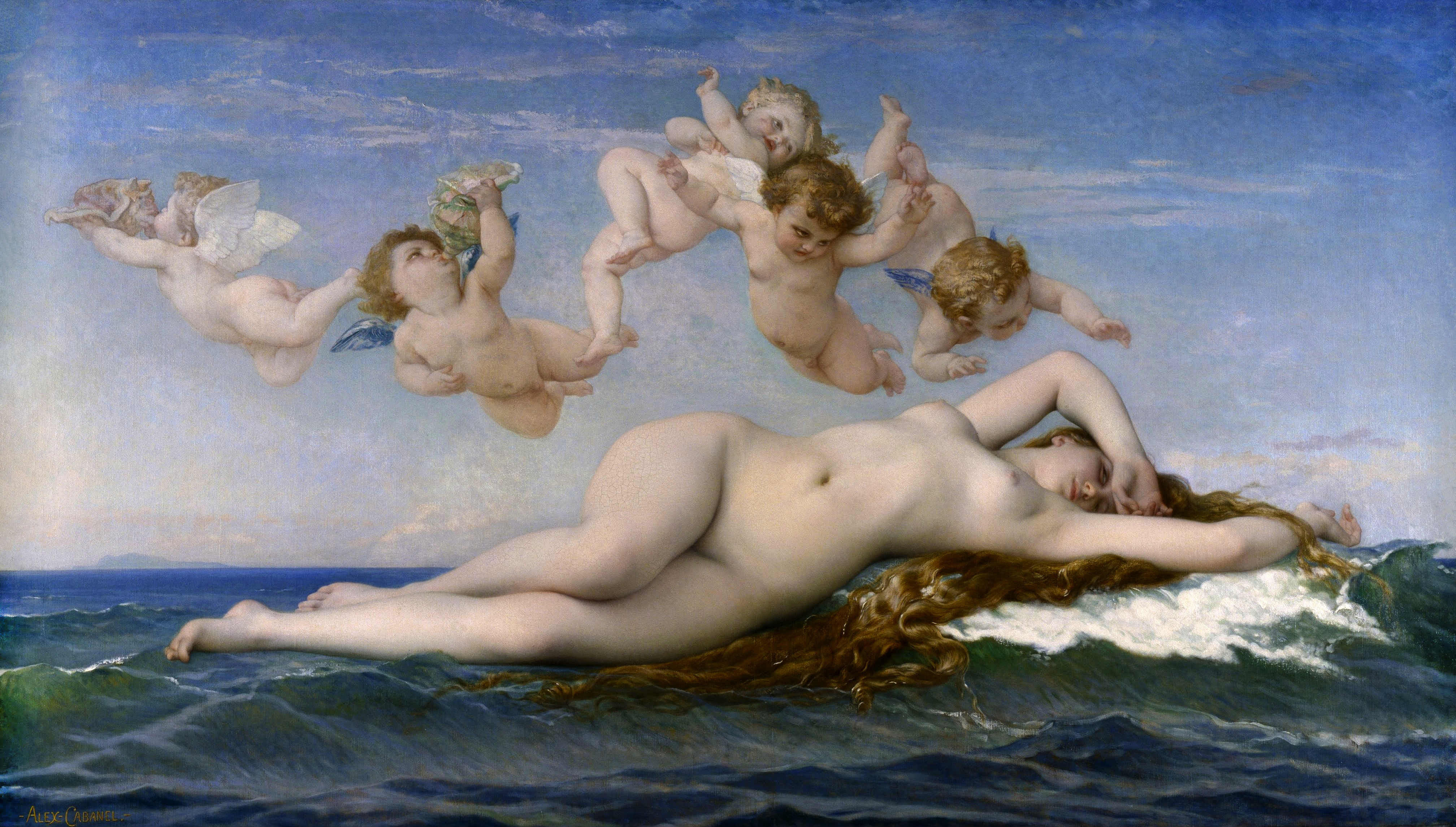
زایش ونوس (۱۸۶۳) ، اثری از الکساندر کابانل. طبق روایت هزیود، آفرودیته از کف آلت اخته‌شده اورانوس که به دریا انداخته شده‌بود، به‌دنیا آمد.

معمولا گفته می‌شود که آفرودیته در نزدیکی مرکز عبادت اصلی خود، پافوس در جزیره قبرس به دنیا آمده‌است، به همین دلیل است که او را گاه به‌ویژه در آثار منظوم سافو، «سیپریان» می‌نامند. معبد آفرودیته در پافوس (که محل تولد او است) برای قرن‌ها زیارتگاهی در دنیای باستان بود. در اسطوره‌های دیگر، او در نزدیکی جزیره کیثیرا به دنیا آمده‌است؛ از این رو او به این نام نیز خوانده‌ می‌شد. کیثیرا محل توقف تجارت و فرهنگ بین کرت و پلوپونز بود، بنابراین این اسطوره‌ها ممکن است نشانه‌هایی از مهاجرت فرقه آفرودیته از خاورمیانه به سرزمین یونان را حفظ کنند.
طبق روایتی که هزیود در کتاب تئوگونیا خود از تولد آفرودیته نقل کرده است، کرونوس آلت تناسلی اورانوس را برید و پشت سر خود به دریا انداخت. کف آلت تناسلی او باعث پیدایش آفرودیته شد (از این جهت هزیود نام آفرودیته را به عنوان «کف برخاسته» تفسیر می‌کند)، در حالی که گیگانت‌ها، الهه‌های انتقام و ملیای‌ها از قطره‌های خون اورانوس بیرون آمدند. هزیود می‌گوید که آلت تناسلی «مدت زیادی بر دریا حمل می‌شد و کف سفید از گوشت جاودانه برخاست و با آن دختری رشد کرد». پس از این‌که آفرودیته از کف دریا متولد شد، در حضور دیگر خدایان به ساحل رفت. روایت هزیود از تولد آفرودیته پس از اخته شدن اورانوس احتمالا از آواز کوماربی، یک شعر حماسی باستانی هیتی گرفته شده‌است که در آن کوماربی پدرش آنو، خدای آسمان را سرنگون می‌کند و آلت تناسلی او را گاز می‌گیرد که این باعث باردار شدنش می‌شود؛ او فرزندان آنو را به دنیا می‌آورد که شامل ایشتار و برادرش تشوب، خدای طوفان هیتی است.
در ایلیاد، آفرودیته به‌عنوان‌ دختر زئوس و دیونه توصیف شده‌است. به نظر می‌رسد نام دیونه هم‌خانواده دیوس و دیون در شکل مونث باشد، که شکل‌های مورب نام زئوس هستند. زئوس و دیونه در دودونا در شمال‌غربی یونان فرقه مشترکی داشتند. در تئوگونی، هزیود، دیون را به عنوان یکی از اوکئانیدها توصیف می‌کند. اما شبه آپولودوروس او را سیزدهمین تیتان، فرزند گایا و اورانوس می‌داند.

### ازدواج

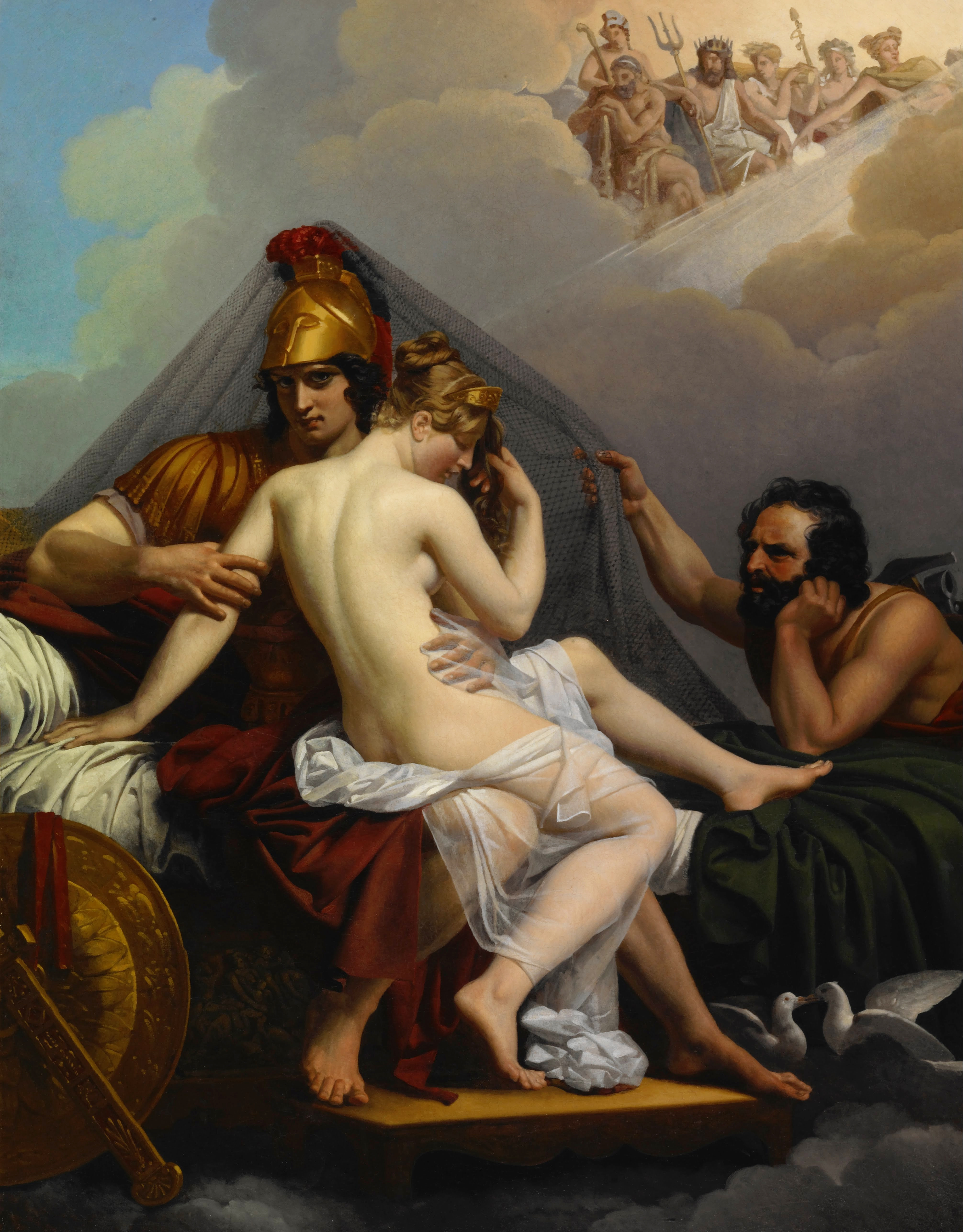
هفائستوس فریب‌خورده، آرس و آفرودیته را به دام انداخت. (۱۸۲۷)، اثری از الکساندر شارل گییمو.

در کتاب هشتم ادیسه، دمودوکوس آفرودیته را همسر هفائستوس توصیف می‌کند و روایت می‌کند که چگونه آفرودیته در طول جنگ تروا با آرس زنا کرد. هلیوس، خدای خورشید، آفرودیته و آرس را در حال رابطه‌جنسی در بستر هفائستوس دید و به هفائستوس اطلاع داد. هفائستوس تور نامرئی ساخت و دفعه بعد که آرس و آفرودیته با یکدیگر هم‌بستر شدن، تور هر دو را به دام انداخت. هفائستوس همه خدایان را به اتاق‌خواب آورد تا به آرس و آفرودیته اسیرشده بخندند، اما آپولون، هرمس و پوزئیدون با آرس هم‌دردی کردند و پوزئیدون موافقت کرد که برای آزادی آرس به هفائستوس پول بدهد. سپس آفرودیته به معبد خود در قبرس بازگشت، جایی که خاریتس‌ها در آن‌جا حضور داشتند.
این روایت احتمالا به‌عنوان یک داستان عامیانه یونانی، مستقل از اودیسه، سرچشمه گرفته‌است. آرس در جزئیاتی که بعدا به آن پرداخته شده، سرباز جوان، آلکتریون را کنار در گذاشت تا در مورد ورود هلیوس هشدار دهد، اما آلکتریون در حین انجام وظیفه نگهبانی به خواب رفت. هلیوس، آرس و آفرودیته را یافت و هفائستوس را آگاه کرد. آرس در خشم آلکتریون را به خروس تبدیل کرد که بی‌وقفه بانگ می‌خواند تا طلوع خورشید را اعلام کند. هفائستوس پس از افشای آن‌ها از زئوس می‌خواهد که هدایای عروسی و جهیزیه‌اش را به او بازگرداند. پس از این ماجرا، آرس بود که به عنوان شوهر رسمی آفرودیته درنظر گرفته می‌شد. در گلدان فرانسوا، این دو با یک ارابه به عروسی پلئوس و ثتیس می‌رسند؛ زئوس با هرا و پوزئیدون با آمفیتریته. شاعران، پیندار و آیسخولوس از آرس به عنوان شوهر آفرودیته یاد می‌کنند.
بعدها اسطوره‌هایی برای توضیح ازدواج آفرودیته با هفائستوس ابداع شد؛ در مشهورترین داستان، زئوس با عجله آفرودیته را به ازدواج هفائستوس درآورد تا دیگر خدایان نتوانند بر سر او دعوا کنند. در روایت دیگر از این اسطوره‌ها، هفائستوس به مادرش هرا تخت طلایی داد، اما وقتی هرا بر آن نشست، به دام افتاد؛ هفائستوس از رها کردن او امتناع کرد تا این‌که هرا راضی به ازدواج او با آفرودیته شد.

### آنخیسس

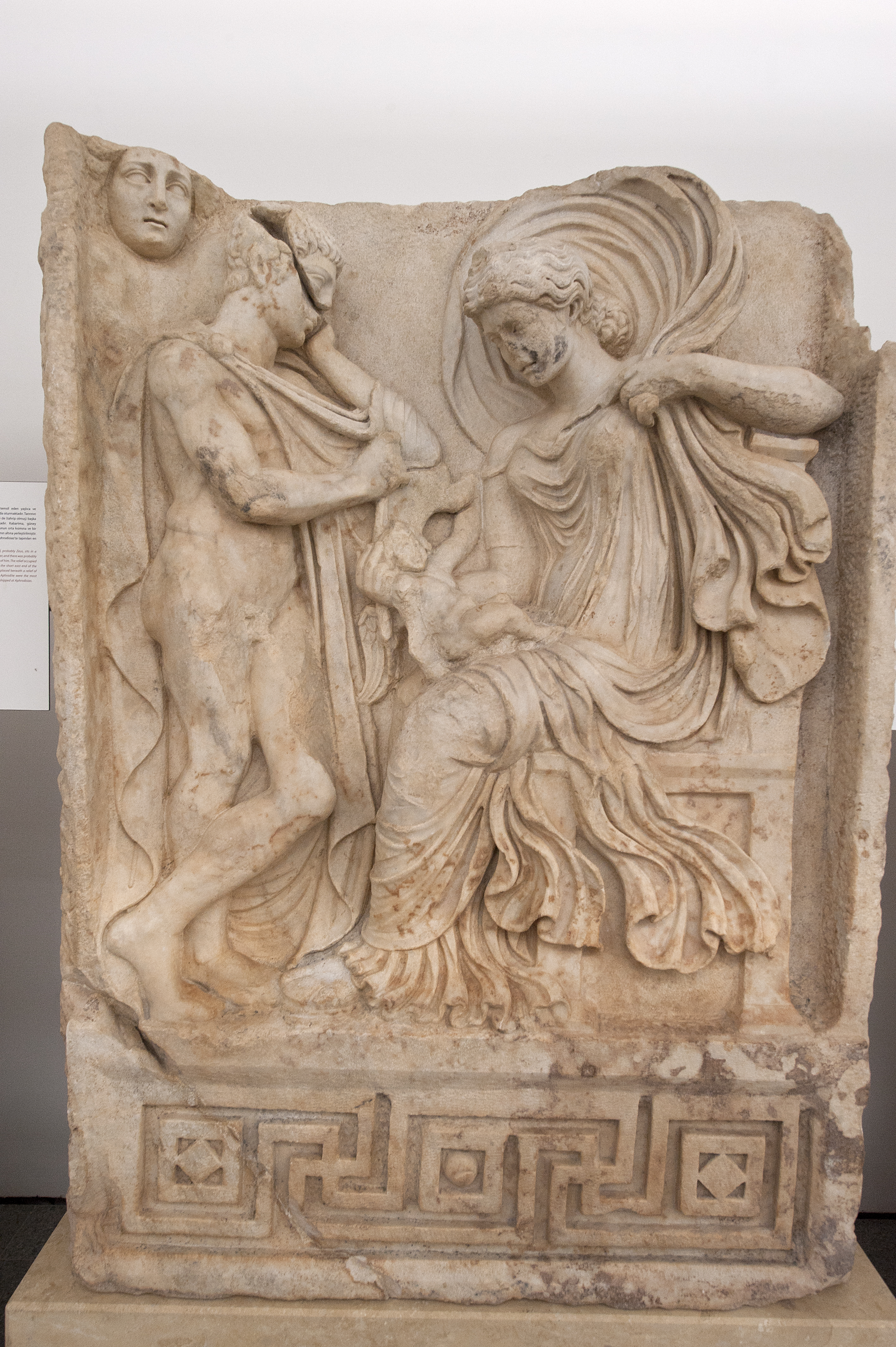
آفرودیته فرزندش آئنیاس را به آنخیسس نشان می‌دهد (قرن اول پس از میلاد).

اولین سرود هومری برای آفرودیته (سرود ۵)، که احتمالا در اواسط قرن هفتم پیش از میلاد سروده شده‌است، با توصیف این که تنها سه الهه باکره - آتنا ، آرتمیس و هستیا - از قدرت آفرودیته مصون هستند آغاز می‌شود. سپس شرح می‌دهد که چگونه زئوس از آفرودیته به‌خاطر واداشتن خدایان به عشق فانی‌ها آزرده شد؛ بنابراین او باعث‌ شد که آفرودیته عاشق آنخیسس، یک چوپان فانی زیبارو شود که در دامنه‌های کوه آیدا در نزدیکی شهر تروآ زندگی می‌کرد. زمانی که آنخیسس در خانه خود تنها بود، آفرودیته به شکل یک باکره زیبا و فانی به او ظاهر شد. آنخیسس او را در لباس‌های روشن و جواهرات درخشان می‌بیند که سینه‌هایش از شدت پرتو الهی می‌درخشید. آنخیسس از او می‌پرسد که آیا او آفرودیته است و به او قول می‌دهد که اگر او و خانواده‌اش را برکت دهد، در بالای کوه برای او محرابی می‌سازد.
آفرودیته دروغ می‌گوید که او یک الهه نیست، بل‌که دختر یکی از خانواده‌های نجیب فریگیه است. او ادعا می‌کند که می‌تواند زبان تروایی را بفهمد زیرا در کودکی یک پرستار تروایی داشته و می‌گوید که پس از ربوده شدن توسط هرمس درحالی که در جشنی به افتخار آرتمیس، الهه باکره می‌رقصید، خود را در دامنه کوه پیدا کرده‌است. آفرودیته به آنخیسس می‌گوید که او هنوز باکره است و به او التماس می‌کند که او را نزد پدر و مادرش ببرد. آنخیسس بلافاصله با شهوت دیوانه‌وار به آفرودیته غلبه می‌کند و قسم می‌خورد که با او رابطه‌جنسی خواهد داشت. سپس آنخیسس، آفرودیته را با چشمانی رو به پایین به رختخوابش می‌برد که پوشیده از خزهای شیر و خرس است. سپس او را برهنه می‌کند و به او عشق می‌ورزد.
پس از رابطه‌جنسی، آفرودیته آنخیسس را به خواب عمیقی فرو می‌برد و لباس خودش را می‌پوشد. وقتی لباس پوشیدن او تمام شد، آنخیسس را بیدار می‌کند و هویت اصلی‌اش را به او نشان می‌دهد. آنخیسس وحشت‌زده می‌شود، اما آفرودیته او را دلداری می‌دهد و قول می‌دهد که برای او پسری به‌دنیا خواهد آورد. او پیشگویی می‌کند که پسرشان نیمه-خدا، آئنیاس خواهد بود که توسط پوره‌های بیابان به مدت پنج سال قبل از رفتن به تروا برای تبدیل شدن به یک نجیب مانند پدرش، بزرگ خواهد شد. داستان لقاح آئنیاس در تئوگونیا هزیود و در کتاب دوم ایلیاد هومر نیز ذکر شده‌است.

### آدونیس

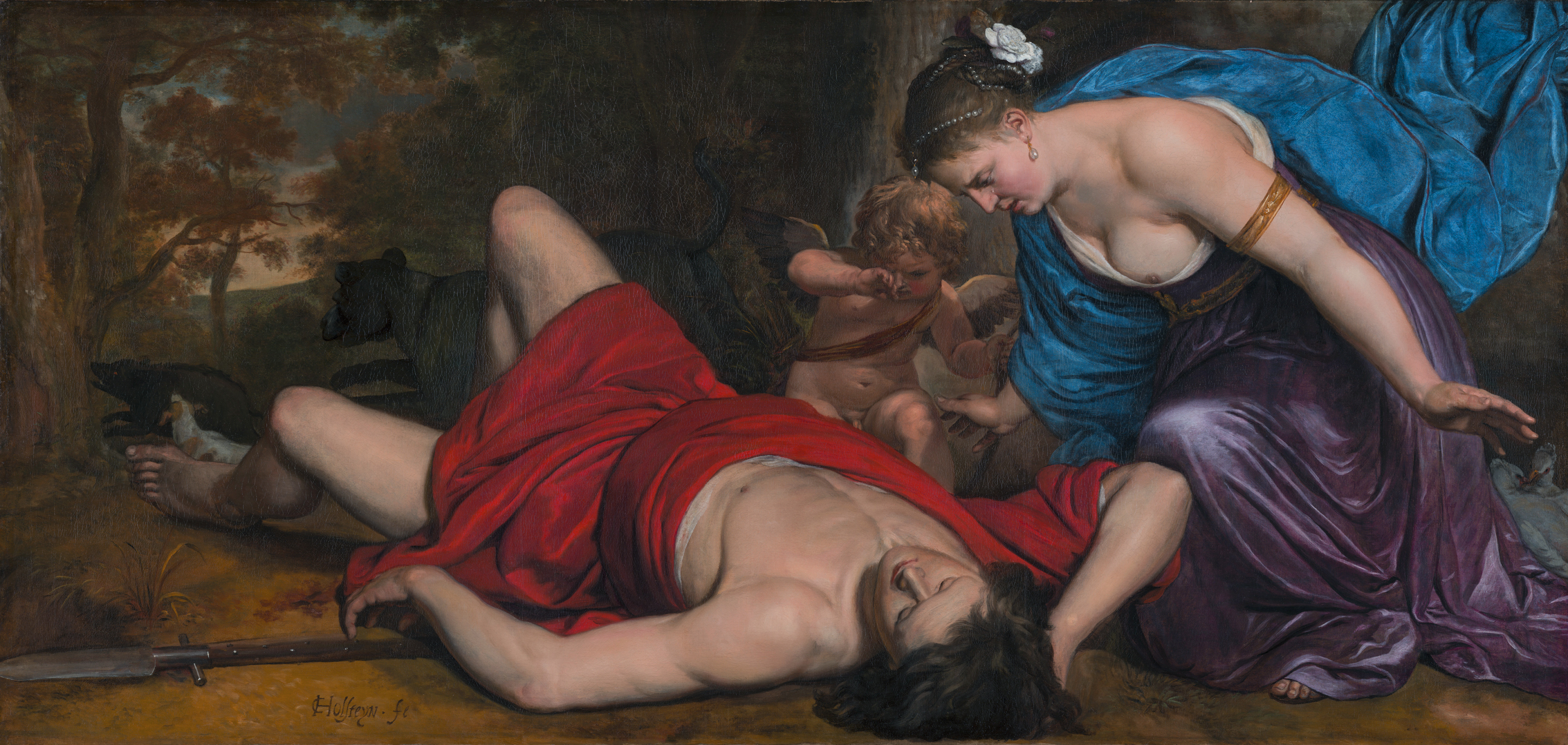
ونوس و کوپید در حال ناله برای آدونیس مرده (۱۶۵۶)، اثری از کورنلیوس هلشتاین

اسطوره آفرودیته و آدونیس احتمالا از افسانه سومریان، اینانا و تموز گرفته شده‌است. ریشه نام یونانی آدونیس (به یونانی: Ἄδωνις)، کلمه کنعانی ʼadōn به معنای «سرور» است. اولین اشاره یونانی شناخته‌شده به آدونیس از قسمتی از شعر سافو می‌آید که در آن گروهی از دختران جوان از آفرودیته می‌پرسند که برای سوگواری مرگ آدونیس چه کاری می‌توانند انجام دهند. آفرودیته پاسخ می‌دهد که باید سینه‌هایشان را بزنند و تن‌پوش‌های خود را پاره کنند. ارجاعات بعدی، داستان را با جزئیات بیشتر تجلی می‌بخشد. براساس بازگویی داستانی که در شعر دگردیسی‌ها توسط شاعر رومی اووید یافت می‌شود، آدونیس پسر میرا بود که آفرودیته او را با شهوت سیری‌ناپذیر پدرش، پادشاه قبرس سینیراس، پس از اینکه مادر میرا لاف می‌زد که دخترش از الهه زیباتر است، نفرین شده بود. میرا پس از باردار شدن، به درخت مر تبدیل شد، اما هم‌چنان آدونیس را به دنیا آورد.
آفرودیته نوزاد را پیدا کرد و او را به عالم اموات برد تا پرسفونه او را پرورش دهد. هنگامی که او بزرگ شد، آفرودیته به دنبال او برگشت و متوجه شد که او به طرز چشم‌گیری خوشرو است. پرسفونه می‌خواست آدونیس را نگه دارد و در نتیجه بین دو الهه بر سر این‌که چه کسی باید آدونیس را تصاحب کند، درگیری به‌وجود آمد. زئوس با این حکم که آدونیس یک سوم سال را با آفرودیته، یک سوم را با پرسفونه و یک سوم را با هرکسی که انتخاب می‌کند، این اختلاف را حل کرد. آدونیس تصمیم گرفت آن زمان را با آفرودیته بگذراند. سپس، یک روز، زمانی که آدونیس مشغول شکار بود، توسط یک گراز وحشی مجروح شد و در آغوش آفرودیته جان خود را از دست داد.
در نسخه‌های مختلف داستان، گراز یا توسط آرس فرستاده می‌شد که او از این‌که آفرودیته زمان زیادی را با آدونیس می‌گذراند حسادت می‌کرد، یا توسط آرتمیس که می‌خواست از آفرودیته انتقام بگیرد که پیرو فداکارش هیپولوتس را کشته بود. در روایتی دیگر، اریمانتوس پسر آپولو آفرودیته را در حال حمام برهنه دید و توسط الهه عصبانی کور شد؛ آپولو با خشم، خود را به یک گراز تبدیل کرد و برای این که انتقام پسرش، اریمانتوس را از آفرودیته بگیرید، آدونیس را کشت. این داستان همچنین علتی برای ارتباط آفرودیته با گل‌های خاص ارائه می‌دهد. گفته می‌شود که در سوگ مرگ آدونیس، هر جا که خون او می‌افتد، شقایق‌ها رشد می‌کند و در سالگرد مرگ او جشنواره اعلام می‌شود. در یکی از نسخه‌های داستان، آفرودیته خود را بر روی خاری از بوته رز مجروح کرد و گل رز که قبلا سفید بود، با خون او قرمز شد. بر اساس رساله‌ در مورد الهه سوریه اثر لوسیان شمش شادی، هر سال در طول جشنواره آدونیس، رودخانه آدونیس در لبنان (که اکنون به نام رودخانه ابراهیم شناخته می‌شود) از خون قرمز می‌شد. اسطوره آدونیس مربوط به جشن آدونیا است که هر ساله در نیمه تابستان توسط زنان یونانی جشن گرفته می‌شد. به‌نظر می‌رسد این جشن که در زمان سافو قبلا در لسبوس برگزار می‌شد، در اواسط قرن پنجم قبل از میلاد در آتن رایج شد.

## همسران و فرزندان

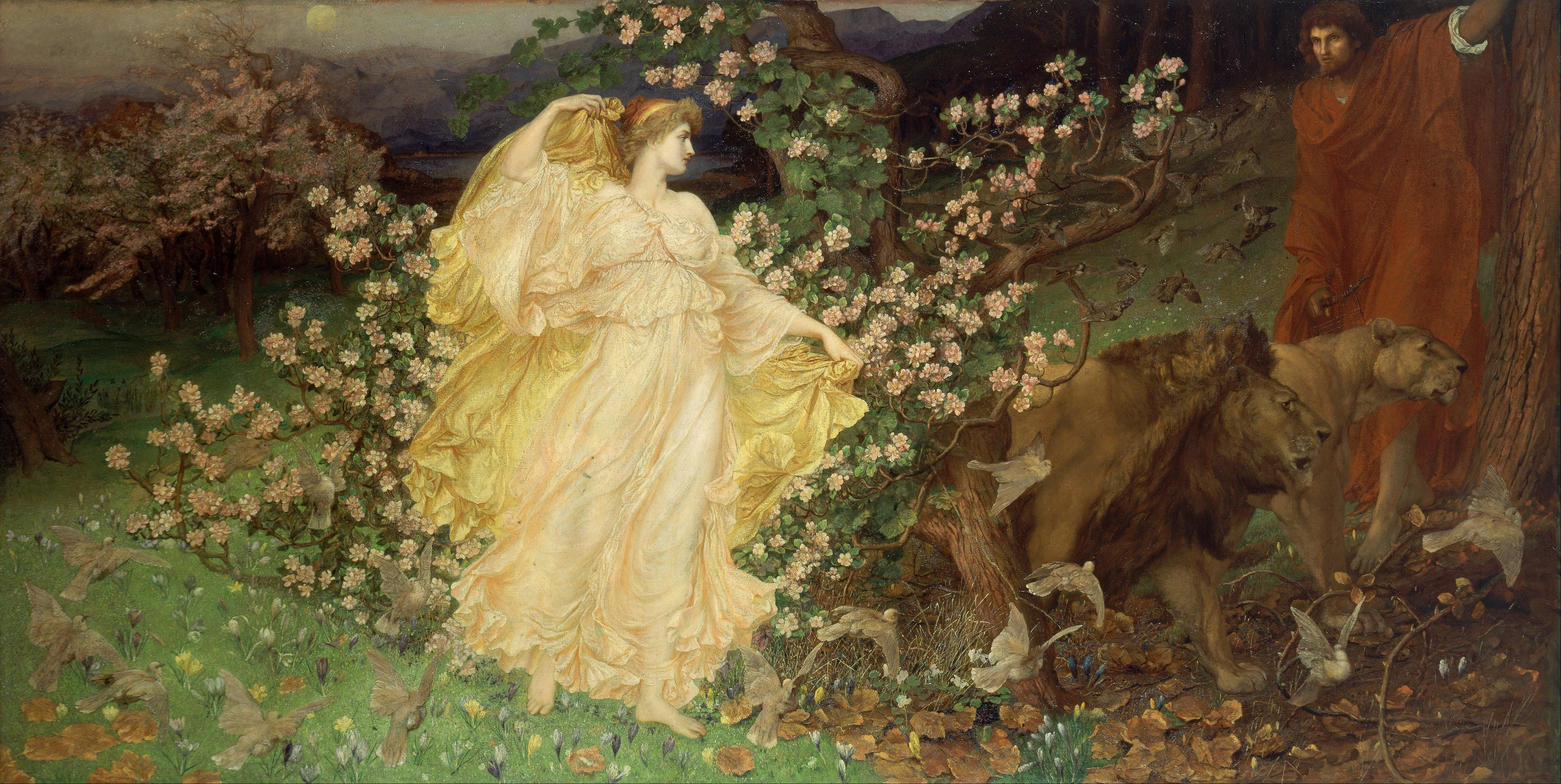
ونوس و آنچیسسال اثر ویلیام بلیک ریچموند، ۱۸۹۰

آفرودیته همسر هفائستوس بود اما با بسیاری از خدایان و افراد زمینی رابطه داشت و از هر کدام فرزندانی آورد. بعد از تولدش به علت زیبایی، زئوس می‌ترسید که خدایان بر سر ازدواج با آفرودیته با هم به نزاع بپردازند به همین خاطر او را به همسری هفائستوس، ایزد آتش و آهنگری درآورد، اما او دلباختهٔ آرس، ایزد جنگ شد. او به سختی باور می‌کرد که تا این حد خوش شانس باشد و از تمام قابلیت‌های خود استفاده می‌کرد تا بیشترین جواهرات را برای او درست کند. او یک کمربند زیبا از طلا با بافت جادویی و ملیله دوز برای او درست کرد. اگرچه هفائستوس، آهنگر و پیشه‌وری زبردست بود، اما شَل بود و ظاهری زشت داشت، حال آنکه آرس، زیبا و خوش‌بنیه بود. آفرودیته و معشوقش مخفیانه در قصر هفائستوس دیدار می‌کردند، تا آنکه روزی خورشید آن‌ها را دید و ماجرا را برای ایزد آهنگر تعریف کرد. هفائستوس خشمگین شد و بلافاصله توری حیرت‌انگیز ساخت که به ظرافت تار عنکبوت و به محکمی آهن بود، و چشم غیر مسلح قادر به دیدن آن نبود. وی پیش از آنکه عازم سفر پر سر و صدای خود به جزیرهٔ لمنوس شود، این تور را در اطراف تخت آفرودیته نصب کرد.
آرس از این فرصت استفاده کرد و فوراً نزد آفرودیته شتافت، اما به محض اینکه آن‌ها یکدیگر را در آغوش کشیدند، تور در اطراف آن‌ها فرود آمد، و چنان آن‌ها را در خود گرفت که قادر به حرکت نبودند. خورشید یکبار دیگر به هفائستوس اطلاع داد، و او شتابان به خانه بازگشت و خشم خود را خالی کرد؛ او در حالی که در آستانه در ایستاده بود، فریاد زد و از همهٔ خدایان خواست که بیایند و این زوج بی‌شرم را تماشا کنند. پوزئیدون، آپولون و هرمس همگی وارد شدند و پیشنهادی مبنی بر اینکه آرس باید جریمه‌ای را که زناکاران به شوهران می‌پردازند به هفائستوس بپردازد. پوزئیدون هفائستوس را ترغیب کرد که آن‌ها را آزاد کند و سرانجام هنگامی که پوزئیدون آنچه را که آرس قبول کرده بود بپردازد تضمین کرد، هفائستوس قبول کرد و زنجیرها را گشود. این جفت بداقبال در بدنامی گریختند، آرس به تراس رفت و آفرودیته آشفته، به پافوس، پناهگاه خود در قبرس رفت و در آنجا سه خواهر که الهه بودند او را حمام کردند، بر تنش روغن مالیدند و لباسی زیبا بر او پوشانیدند، به‌طوری‌که بار دیگر چنان دلربا شد که چشم‌ها را خیره می‌کرد.
آفرودیته معشوقه‌های بسیاری در میان ایزدان و افراد زمینی داشت، از جمله معروف‌ترین معشوقه زمینی او شاید آدونیس باشد. او همچنین با آرس خدای جنگ به صورت پنهانی رابطه عاشقانه داشت. برخی از فرزندان او عبارتند از اروس، انتروس، هایمنایس و آینیاس با معشوق تروایی خود آنخیسس. او توسط خاریتس همراهی می‌شد.

## معشوقه‌ها
آفرودیته علاوه بر خدایان به انسان‌ها نیز علاقه‌مند می‌شد، از جمله آن‌ها آنخیسس بود که در نتیجه رابطه آن‌ها آینیاس به دنیا آمد، همچنین به مردانی که عاشق زنان می‌شدند کمک می‌کرد، از جمله اینها مربوط به جنگ تروا می‌باشد که داستان از این قرار است: در مراسم ازدواج پلئوس و ثتیس شخصی وارد مهمانی می‌شود به نام اریس که سیبی در میان خدایان می‌اندازد و می‌گویید؛ برای کسی که زیباتر است و در این میان آفرودیته، هرا و آتنا مدعی آن بودند. زئوس پاریس را به عنوان داور قرار می‌دهد و هر سه به او وعده خاصی می‌دهند، اما او وعده آفرودیته که عشقی زیبا رو (هلن) بود را انتخاب کرد، که همچنین در ربودن و برنگرداندن هلن نیز به او کمک کرد. به جز پاریس آفرودیته به انسان‌های دیگری هم کمک کرد، از جمله؛ میلانیون که عاشق آتالانته بود و یاسون که دلباخته مدئا بود.
یکی دیگر از اقدامات او مجازات خدایان و انسان‌هایی بود که باعث رنجش او شده بودند به‌طور مثال:
- مجازات مادر موها و سه دخترش
- مجازات پاسیفائه همسر مینوس که کاری کرد او عاشق گاوی شود و از او مینوتور را بدنیا آورد.
- مجازات زنان لمنون که به جرم غفلتشان از کیش و آئین آفرودیته کاری کرد که بدن‌های آن‌ها بوی ناخوشایندی بگیرد و همسرانشان آنها را طرد کنند. وی سرانجام با وساطت خدایان دیگر بوی ناخوشایند را از آن‌ها دور کرد.
- مجازات الهه هنر، به نام کیلو که علت مجازات او تمسخر عشق فانی آفرودیته بود و او کاری کرد که کیلو هم عاشق انسان فانی شود.
- مجازات الهه صبح ائوس؛ به دلیل همخوابی با معشوقش آرس. وی کاری کرد که او عاشق دو انسان فانی شود.

فقط یک انسان به نام دیومدس توانست در برابر او مقاومت کند. دیومدس در جنگ تروا آفرودیته را مجروح کرده و باعث گریز او از میدان جنگ شد.
آفرودیته در ادبیات یونان باستان یک شخصیت بی‌رحم شناخته شده است اما، رومی‌ها او را بسیار نیکوکار تصور کرده‌اند و به او نسبت نیروی زایندهٔ غایی داده‌اند.

## آفرودیته و تروا
در افسانه‌ها آمده روزی جشنی به مناسبت ازدواج پلئوس و ثتیس (والدین احتمالی آشیل) برپا شد و همهٔ ایزدان و ایزدبانوان به جز اریس الهه نفاق در آن دعوت شدند. اریس حسادت ورزید و با سیبی طلایی وارد مجلس شد. سیبی که بر روی آن نوشته شده بود «برای زیباترین». برای به دست آوردن آن سیب بین آفرودیته، هرا و آتنا که هر سه ادعای زیبا بودن می‌کردند نفاق افتاد و از زئوس خواستند بین آن‌ها داوری کند. اما زئوس امتناع ورزید و از پاریس شاهزادهٔ تروا درخواست کرد قضاوت را بر عهده گیرد. اما پاریس نتوانست تصمیم بگیرد زیرا هر سه بسیار زیبا بودند. پس این سه الهه به او وعده‌هایی دادند. هرا به او قول حکومت بر آسیا و اروپا را داد، آتنا قول حکومت بر تروا و آفرودیته وعدهٔ تصاحب زیباترین زن جهان یعنی هلن که همسر منلائوس، پادشاه اسپارت بود. پاریس که شیفته هلن شده بود او را می‌دزدد و به همین دلیل جنگی درمی‌افتد. آتنا در جنگ تروا از طرفداران یونانیان بود و چون خدایان در جنگ درگیر می‌شوند، آفرودیته به یاری سربازی می‌شتابد و در نجات او می‌کوشد، اما آتنا ضربتی بر سینه او وارد می‌کند و بر زمینش می‌زند.

## ظاهر آفرودیته
آفرودیته یک زن جوان جذاب بود که لباس‌های ظریف به تن می‌کرد و علاقه زیادی به انداختن جواهرات داشت. مژه‌هایی فر شده داشت و همیشه لبخندی در چهره دوست داشتنی او دیده می‌شد و عاشق لبخند زدن بود. زمانی که از آب خارج شده و پا به خشکی می‌گذاشت، بعد از هر قدم او زیر جای پاهایش گل‌هایی می‌شکفتند و هنگامی که به جلسات خدایان دعوت می‌شد همه به او عشق ورزیده و او را تحسین می‌کردند.

## نمادها
نمادهای او دلفین، مورد، گل رز، گوش‌ماهی، فاخته، گنجشک، آینه، قو و کمربند هستند.

## نگارخانه

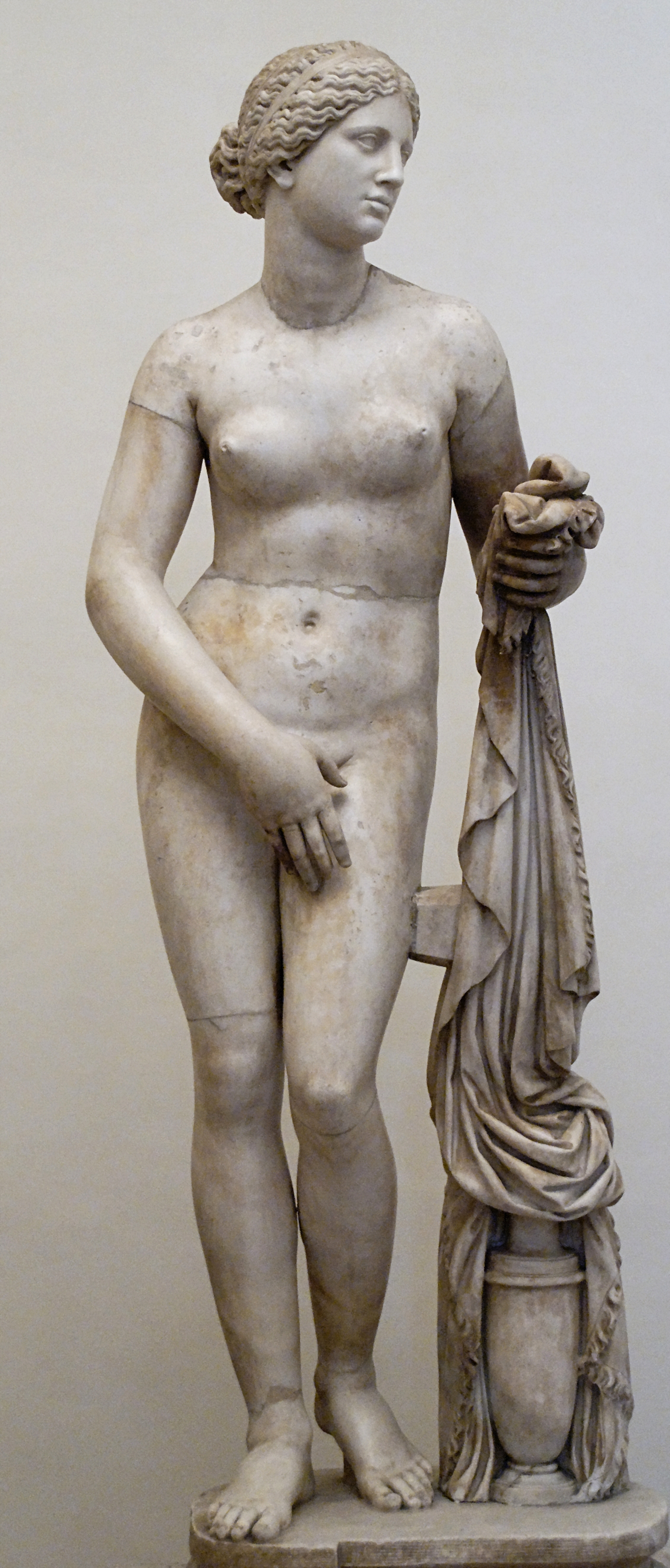
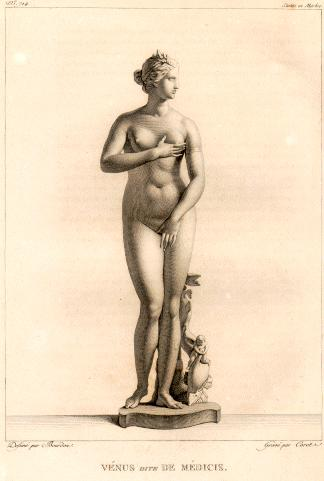
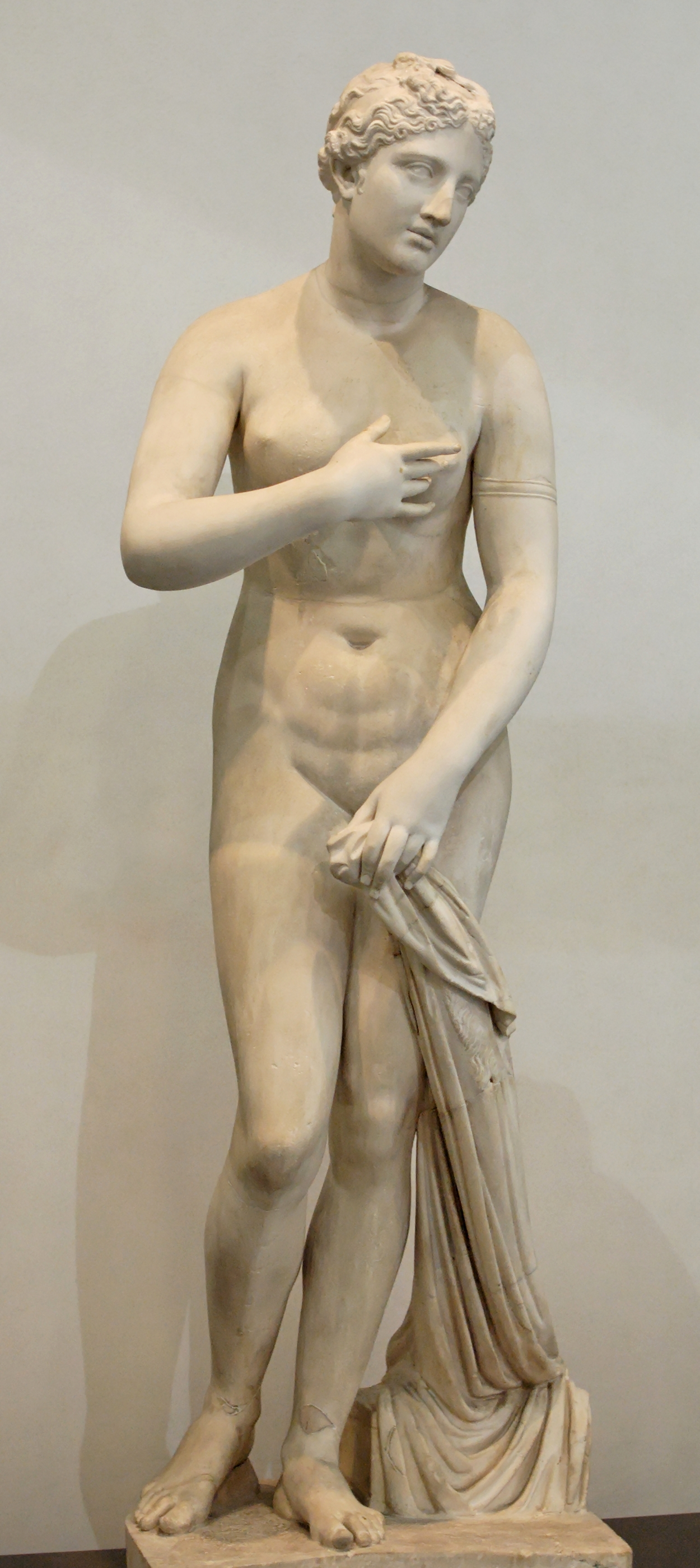
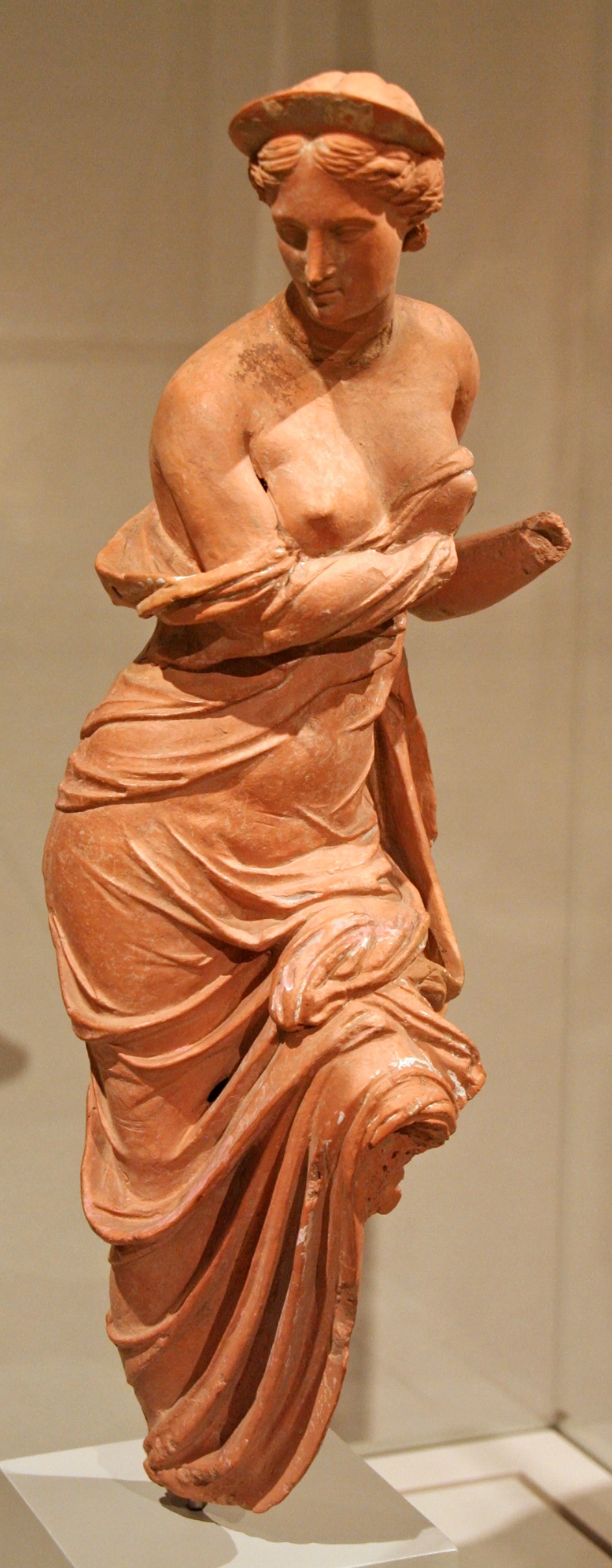
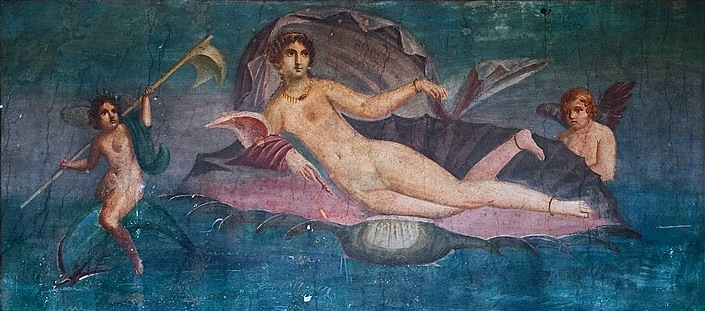
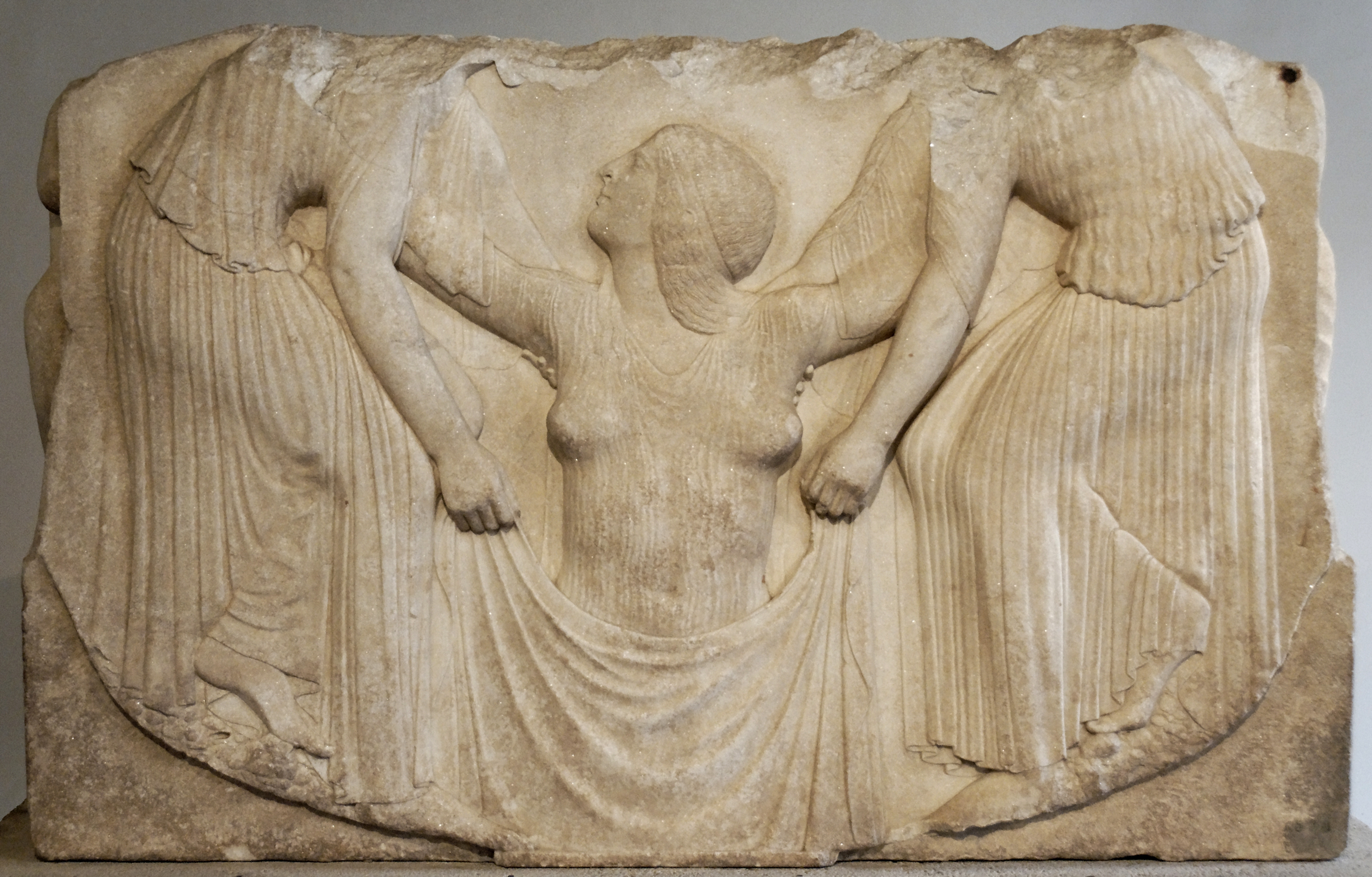
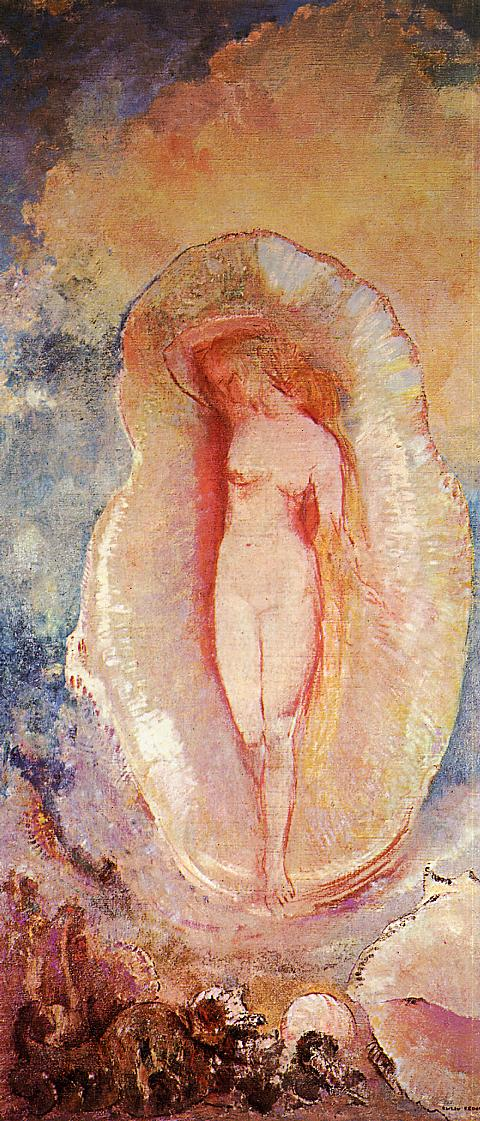
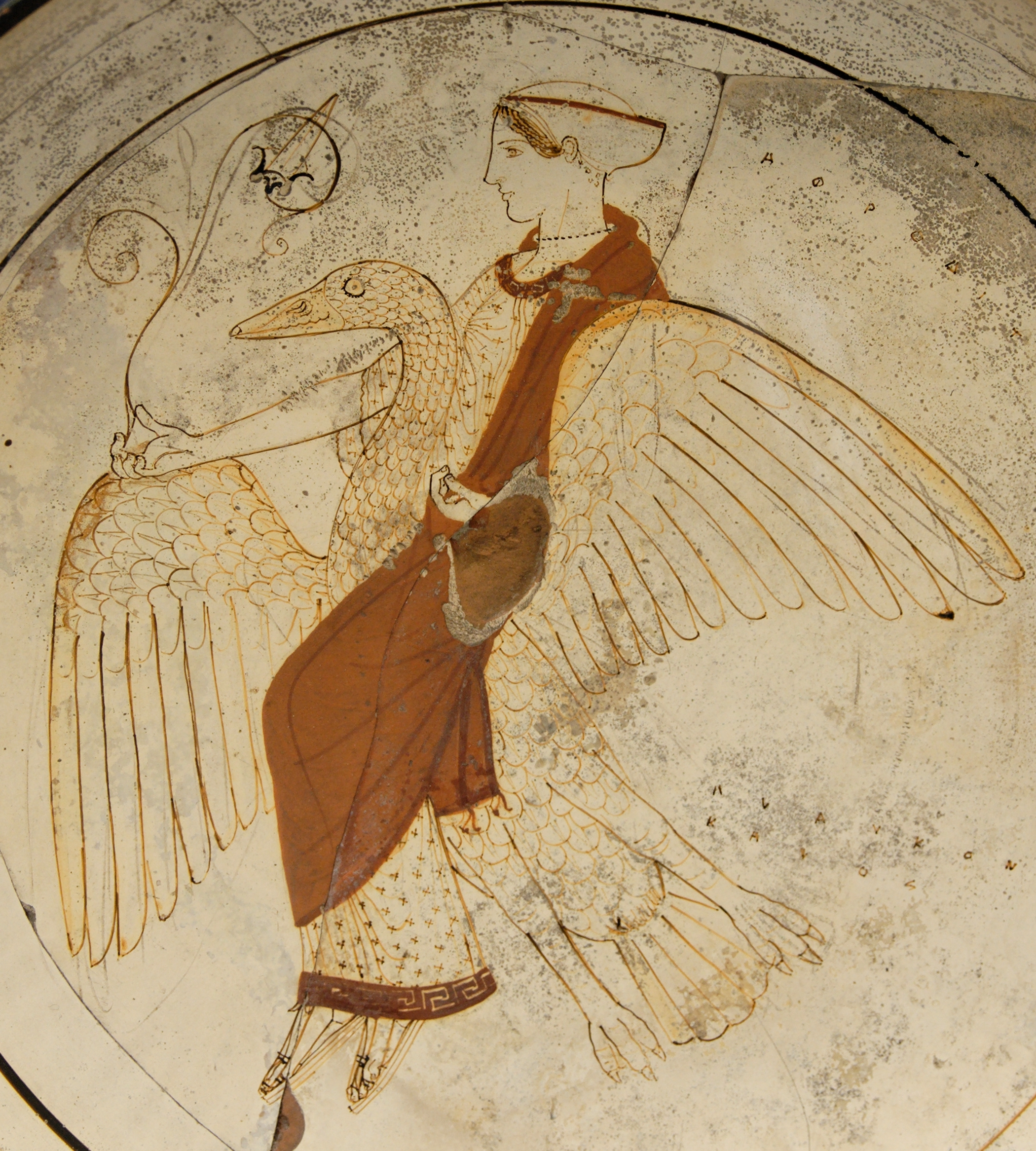
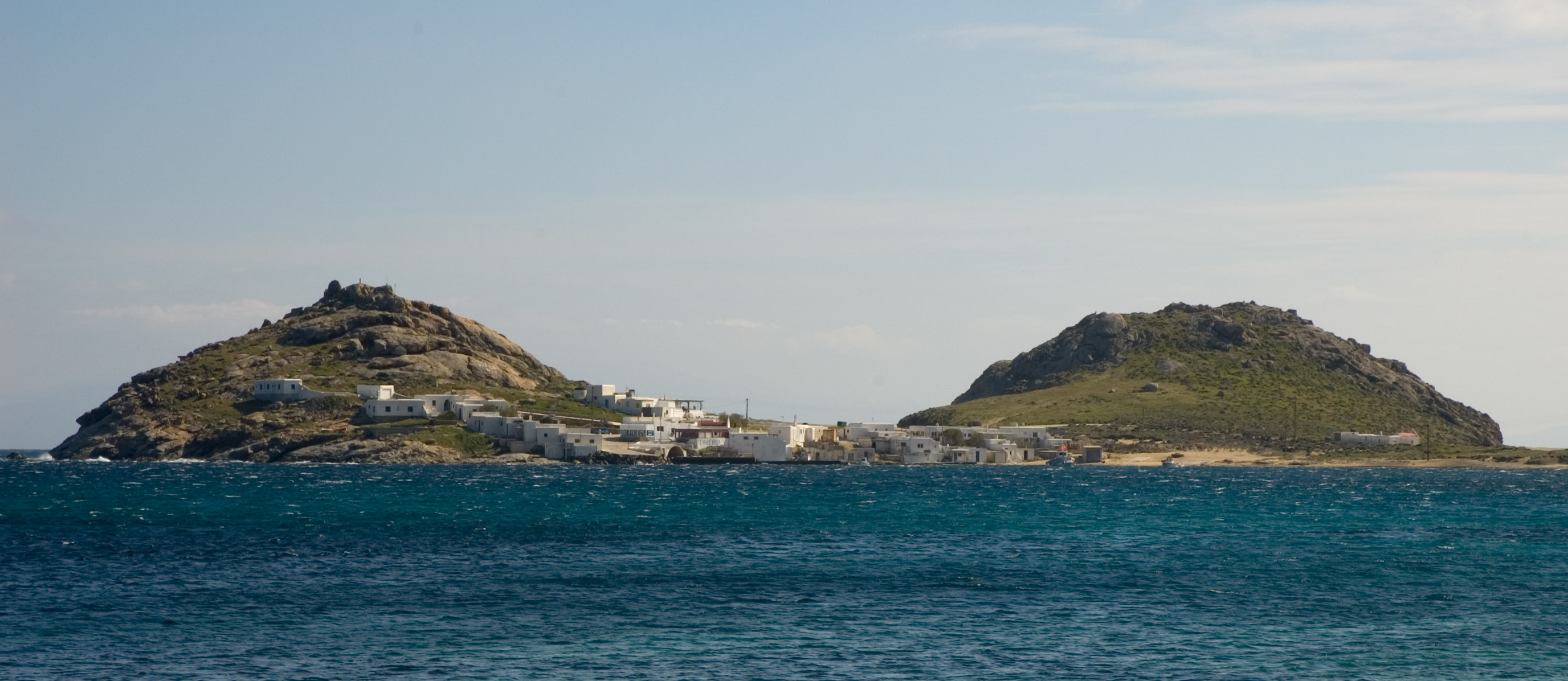
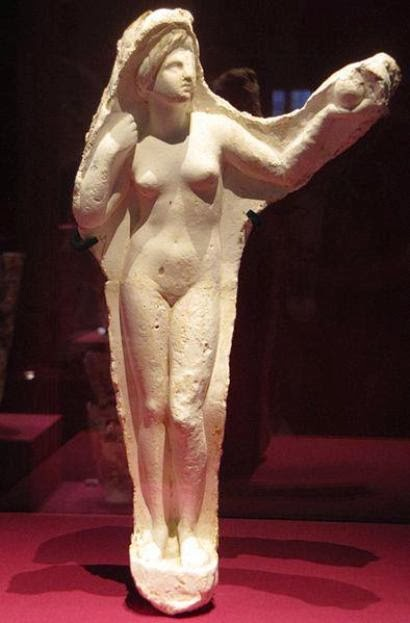